# Am alten Bahnhof 34 (Lutherstadt Wittenberg)

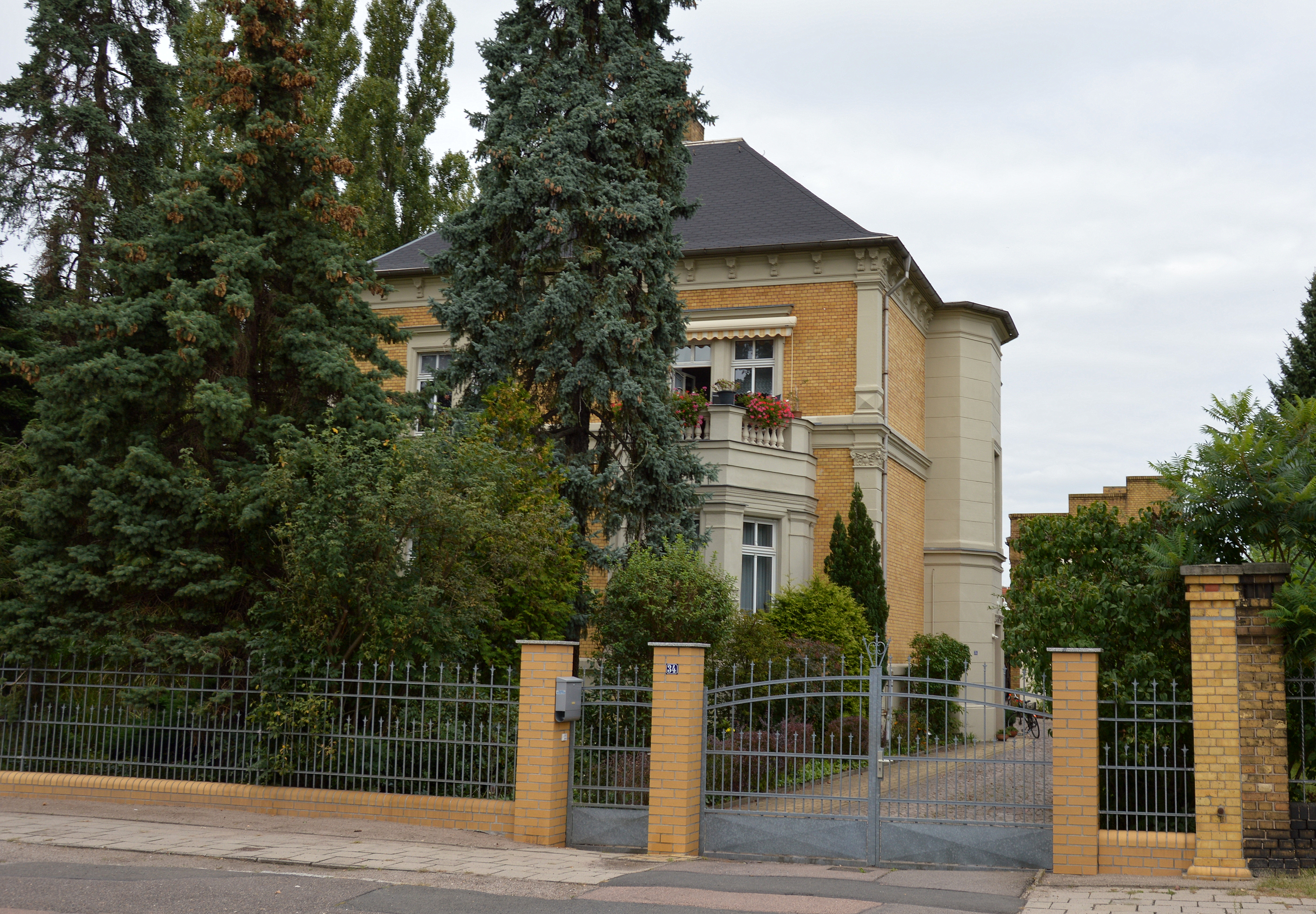
Villa Am alten Bahnhof 34

Das Wohnhaus Am alten Bahnhof 34 ist eine denkmalgeschützte Villa in der Lutherstadt Wittenberg in Sachsen-Anhalt.
Sie steht westlich der Altstadt der Lutherstadt Wittenberg auf der Nordseite der Straße Am alten Bahnhof. Westlich befindet sich das Wittenberger Brauhaus.
Die zweigeschossige Villa wurde im Jahr 1885 errichtet. Ihre Fassade ist im Stil des Spätklassizismus gestaltet. Sie gilt als typisches Villengebäude des Historismus. Im örtlichen Denkmalverzeichnis ist die Villa unter der Erfassungsnummer 094 35706 als Baudenkmal verzeichnet. Die Einfriedung wird unter der Nummer 094 35706 001 gesondert als Teilobjekt des Baudenkmals geführt.